# RBD
RBD var en mexicansk popgruppe, der eksisterede i perioden 2004-2009. Gruppen opstod ud af den populære tv-serie rettet mod teenagere, Rebelde. RBD har solgt over 20 millioner album, heraf 2 millioner i USA, hvilket har gjort dem til den mest populære latino pop-gruppe i landet nogensinde.[kilde mangler]
Gruppen bestod af seks sangere og skuespillere: Anahí, Alfonso Herrera, Christian Chávez, Christopher von Uckermann, Dulce Maria og Maite Perroni.